# Кулеві (порт)
Нафтовий термінал Кулеві (англ. Kulevi oil terminal) — морський порт, нафтоперевантажувальний термінал, розташований в південній частині Чорноморського узбережжя Кавказу — на заході Грузії, на північ від Поті — в гирлі річки Хобі поруч з селищем Кулеві Хобійського району. Код UN/LOCODE — GEKUL. Введений в експлуатацію 16 травня 2008. Термінал є власністю Державної нафтової компанії Азербайджанської Республіки і управляється її дочірньою компанією Black Sea Terminal LLC.

## Історія
Містечко Редут-Кале (нині Кулеві) на узбережжі Чорного моря має давнє і багате минуле. На момент заснування в 1804 р.
укріплення Редут-Кале росіянами, в цьому місці, через менгрельське Куле (або Кулеві), вже відбувалася жвава морська торгівля. Хоча власне порту тут не було, Кале слугував перевалюваним пунктом для товарів, що доставлялися на Південний Кавказ морем з Середземного, Чорного і Азовського морів — європейські кораблі вивантажували свої вантажі, які потім переправлялися в Тифліс суходолом, зазвичай на в'ючних тваринах. Судна зупинялися на зовнішньому рейді і вантажі перевантажували на шлюпки, що було вкрай незручно. З 1821 року, коли були встановлені вигідні ринкові тарифи на транспортування, новозбудований опорний пункт став одним з найбільш значущих портів Чорноморського узбережжя. У 1846 році Редут-Кале був присвоєний статус портового міста, але невдовзі, після потужних бомбардувань міста-порту під час Кримської війни, вантажообіг через Редут-Кале різко впав. Остаточно Редут-Кале втратив своє значення як порт, після будівництва Поті-Тифліської залізниці.
Рішення про будівництво біля селища Кулеві нафтоперевантажувального терміналу було затверджене президентом Грузії Едуардом Шеварнадзе 8 вересня 1999 року. Невдовзі компанія Terminal 2000 Ltd, створена в партнерстві між Argomar Oil Ltd і Грузинською залізницею, розпочала будівництво термінала, але у 2002 році роботи були призупинені через низку фінансових, екологічних та інших проблем. Будівельні роботи були відновлені у 2004 році міжнародним консорціумом інвесторів у чолі з грузинськім бізнесменом Бадрі Патаркацишвілі. У 2006 Патаркацишвілі продав свою частку в проекті терміналу Кулеві,що знаходився в стадії будівництва, Державній нафтовій компанії Азербайджану (SOCAR). З того часу основним власником терміналу Кулеві Термінал є ДНКАР, яка управляє ним через дочірню компанію Black Sea Terminal LLC.
Будівництво терміналу було завершене в листопаді 2007 року, а 16 травня 2008, за участі президента і прем'єр-міністра Грузії Міхеіла Саакашвілі та Ладо Гургенідзе, прем'єр-міністра Азербайджану Артура Расізаде і президента Державної Нафтової Компанії Азербайджанської Республіки Ровнага Абдуллаєва, відбулася церемонія офіційного відкриття нового порту.

## Сьогодення
Проектна потужність перевалки Кулевського нафтового терміналу — 10 млн тонн сирої нафти і нафтопродуктів на рік, при цьому SOCAR заявляє про готовність збільшити річну пропускну здатність терміналу до 20 млн тонн на рік. Це зробило б Кулеві найбільшим нафтовим терміналом на Південному Кавказі.
Термінал має три причали загальною довжиною 630 метрів: два причали для нафтоналивних суден довжиною 300 і 240 м відповідно (забезпечують прийом танкерів місткістю до 100.000 тонн) і 70-метровий причал для суден допоміжного флоту. Портовий флот — 9 суден, у тому числі два буксири і днопоглиблювальний земснаряд. Портова інфраструктура включає нафтосховище (16 нафтових резервуарів загальною ємністю 320 тис. куб. метрів), розвантажувальну естакаду, завантажувальні рукави, насосні станції (продуктивність завантаження від 1000 до 8000 м³/год), а також залізничну станцію Парто Цкалі, де може бути розміщено для вивантаження одночасно до 180 вагон-цистерн. Естакада робить можливим одночасне розвантаження 168 нафтоналивних вагонів з чотирьох залізничних колій